# 報恩寺 (弘前市)
報恩寺（ほうおんじ）は、青森県弘前市にある天台宗の寺院。山号は一輪山。院号は桂光院。本尊は釈迦如来。

## 歴史
この寺は、弘前藩主津軽信政が父信義の菩提を弔うため、1656年（明暦2年）本好を開山として創建した寺である。山号・院号・寺号は翌年天台宗輪王寺宮から賜ったものである。津軽氏は当初曹洞宗に帰依しており長勝寺を菩提寺としていたが、江戸幕府に仕え「黒衣の宰相」と称された天台宗の僧天海との関係が深かったことから天台宗に改め、この寺が菩提寺となった。そのことから歴代藩主の墓がこの寺にあったが、1954年（昭和29年）に長勝寺に移されている。

## 文化財
- 青森県指定重宝
  - 本堂
- 弘前市指定文化財
  - 木造津軽信明坐像
  - 木造津軽寧親坐像
  - 木造津軽監物親守坐像
  - 木造伝覚範法印坐像